# سيمون باري
سيمون باري هو كاتب سيناريو كندي، ولد في 25 سبتمبر 1966 في لندن في المملكة المتحدة.

## وصلات خارجية
- سيمون باري على موقع IMDb (الإنجليزية)
- سيمون باري على موقع ألو سيني (الفرنسية)
- سيمون باري على موقع أول موفي (الإنجليزية)
- سيمون باري على موقع قاعدة بيانات الفيلم (الإنجليزية)